# 피아노 소나타 7번 (스크랴빈)
피아노 소나타 7번 Op. 64, Messe Blanche(백색 미사)라는 별칭이 있는데, 1911년 알렉산드르 스크랴빈에 의해 작곡되었다. 스크랴빈 경력의 후기 피아노 소나타 중 하나인 음악은 매우 반음계적이며 거의 무조이다.
작곡가는 이 작품을 특히 좋아했는데, 아마도 그의 작품 대부분보다 더 대조적이고 리드미컬하며 역동적인 메시아적 맥락과 완벽한 구조 때문일 것이다. 그러나 두 번째 소나타 와 마찬가지로 백미 사는 작곡하는 동안 많은 어려움을 겪었다.
이 작품은 약 10-13분 동안 지속되는 단일 악장으로 구성되어 있으며 "Allegro"라고 표시되어 있지만 나중에 출판사에서 "Allegro" 표시를 추가했다. 악보 상단에 있는 손에 있는 원래 템포 표시는 "Prophétique"이다. 추가 표시는 "mysterieusement sonore"(신비하게 울리는 소리) 또는 "avec une sombre majesé"(어두운 위엄과 함께)와 같이 Scriabin이 작품 전반에 걸쳐 전달하려는 다양한 분위기에 대한 단서를 제공한다. 여섯 번째 소나타와 마찬가지로 일곱 번째 소나타는 격렬한 대조, 복잡한 대위법, 고급 셋온음 하모니, 아르페지오로 가득하다. 이 아르페지오들은 흰 빛을 형상화 한 것이라고 한다. "avec une celeste volupté"(천상의 풍만함과 함께)라는 주제는 소나타 전체에 걸쳐 반복되는 하모니를 선율적으로 나타낸다. 또 다른 반복되는 하모니는 "étincelant"(스파클링)로 표시된 테마로 제공된다. 소나타 전체의 구절은 번개, 향수 구름, 먼 종을 모방한다. 종소리를 모방한 코드는 Scriabin이 가장 좋아했으며, 작품 전체에 걸쳐 반복되는 또 다른 하모니를 제공한다( 단 6 도에 의해 분리된 2개의 단3 도). Leonid Sabaneyev 에 따르면, Scriabin 자신이 이 코드를 연주했을 때, 울리는 소리는 가까운 곳과 먼 곳에서 동시에 들렸다. 그 중 일부는 매우 사실적으로 들렸고 다른 일부는 메아리처럼 들렸다. 또한 끝에는 눈부신 빛의 섬광을 나타내는 중요한 5옥타브 아르페지오 코드가 있다. 뒤따르는 음악은 소나타가 끝날 때까지 음역이 위로 치솟아 흩어지는데, 이는 "사랑의 행위 이후의 고독과 비존재"를 나타낸다.

## 같이 보기
- 낭만주의 음악